# Active Club
Les Active Clubs constituent un réseau transnational décentralisé d'organisations néofascistes créé en décembre 2020 par Robert Rundo, ancien dirigeant du Rise Above Movement (RAM).
Le mouvement, structuré en petits groupes locaux autonomes, entraîne ses membres aux sports de combat et promeut une idéologie suprémaciste blanche et accélérationniste. Présent dans plus de 25 pays, notamment aux États-Unis, en France, au Canada, au Royaume-Uni et en Australie, le réseau diffuse sa propagande principalement via les réseaux sociaux alternatifs et organise des actions militantes, parfois violentes.
Selon le Counter Extremism Project, il développerait une force paramilitaire latente de combattants nationalistes blancs susceptibles d'être mobilisés pour des actions coordonnées à grande échelle.

## Organisation
Les Active Clubs forment un réseau transnational décentralisé d'organisations créé en décembre 2020 par Robert Rundo, le dirigeant du Rise Above Movement,. Il est la figure centrale de ce réseau à travers sa présence dans les contenus de propagande et l'a popularisé via un podcast animé avec le néonazi russe Denis Kapoustine. Le réseau apparaît premièrement aux États-Unis.
Le réseau est constitué de petits groupes locaux autonomes qui recrutent à petite échelle et entraînent leurs membres aux arts martiaux mixtes, à la boxe et au jiu-jitsu brésilien, suivant le modèle des houligans d'extrême droite européens. Ils pratiquent également le survivalisme. Cette structure décentralisée est spécifiquement conçue pour limiter la visibilité auprès des forces de l'ordre et éviter les arrestations massives qui avaient touché le RAM en 2018.
D'après un rapport du Counter Extremism Project (CEP) publié en 2023, le réseau développerait une force paramilitaire latente de combattants nationalistes blancs entraînés, susceptibles d'être mobilisés pour des actions violentes coordonnées à grande échelle.
Le recrutement s'effectue généralement via Telegram après un processus de sélection. Le réseau est partiellement financé par la marque de vêtements Will2Rise de Rundo.
En 2025, le réseau commence à développer des « youth clubs » ciblant spécifiquement les jeunes hommes et garçons de moins de 18 ans. Ces sous-groupes, présents dans de nombreux États américains, se servent du sport et de la préparation physique comme points d'entrée vers des idéologies racistes.

## Implantation
Le réseau est présent dans plusieurs pays, notamment aux États-Unis, en Australie, au Canada, au Royaume-Uni et en France, et serait composé au total de 100 sections locales selon le CEP. La taille des groupes locaux varie considérablement, avec un minimum d'environ trois membres, bien que certains chapitres disposent de plusieurs centaines de sympathisants en ligne.

### Aux États-Unis
En 2023, le réseau est implanté dans au moins 25 États américains selon le Center on Terrorism, Extremism, and Counterterrorism, ou 34 États selon le Counter Extremism Project. Ses groupes sont principalement concentrés dans le Nord-Ouest Pacifique, la Californie, le Tennessee et la région Mid-Atlantic.

### En France
L'Active Club est implanté en France depuis avril 2022, initialement en Normandie. En 2024, l'Active Club France compte une vingtaine de sections locales et une centaine de membres,. Il utilise pour logo un heaume de chevalier sur fond de fleur de lys et de croix celtique. Il rassemble à la fois nationalistes-révolutionnaires, identitaires et royalistes. Selon le CEP, la France représente l'un des pays où ces groupes sont les plus actifs hors Amérique du Nord. Le canal Telegram français du mouvement, créé en 2022, rassemble plus de 11 000 abonnés.

### Au Royaume-Uni
L'Active Club England est fondé au Royaume-Uni au début des années 2020. Il compte plus de 100 membres répartis dans huit branches à travers le Royaume-Uni. L'ancien chef du contre-terrorisme britannique, Neil Basu (en), compare l'organisation au groupe terroriste désormais interdit National Action.

### En Finlande
Le réseau est actif dans plusieurs villes finlandaises dont Helsinki, Turku et Tampere.

## Actions
D'après les données du Crowd Counting Consortium, 27 manifestations impliquant des Active Clubs ont été recensées entre mars 2022 et juillet 2023, dont 21 en 2023. 60% d'entre elles comportent des revendications anti-LGBTQ+.
En France, ses membres participent à plusieurs actions violentes, notamment lors d'une descente à caractère raciste à Romans-sur-Isère (Auvergne-Rhône-Alpes), de manifestations anti-immigration à Saint-Brevin-les-Pins (Pays de la Loire), et d'affrontements avec des militants de gauche à Montpellier pendant le mouvement des agriculteurs de 2024. À Saint-Brieuc, en novembre 2023, trois suprémacistes blancs qui projetaient de créer un Active Club attaquent un lieu alternatif puis sont condamnés à des peines de 12 à 24 mois de prison. À Mâcon, des membres agressent une personne après un concert dans un local associatif en avril 2024 ; l'un est condamné à 12 mois sous bracelet électronique, l'autre à deux ans de prison ferme,.
Active Club Finland, branche finlandaise du réseau Active Club, participe à la marche aux flambeaux 612 lors de la fête de l'indépendance finlandaise en 2024. Ses membres brûlent une bannière de contre-manifestants et font des saluts nazis.

## Idéologie
Les Active Clubs sont des organisations néofascistes et accélérationnistes. Leurs membres adhèrent à une vision suprémaciste blanche et pan-aryenne du monde, considérant qu'ils doivent défendre la population blanche et la culture européenne traditionnelle contre un prétendu génocide global orchestré par les groupes ethniques et raciaux non-blancs. Ils croient à la théorie du grand remplacement.
Ils s'appuient sur une conception spirituelle inspirée des œuvres de Julius Evola et Savitri Devi. Selon leur vision traditionaliste du Kali Yuga, l'humanité traverse une période finale de décadence qui ne pourra être surmontée que par l'émergence d'une nouvelle force guerrière dotée d'une dimension tant physique que métaphysique.

## Affiliations
Le réseau Active Club entretient des liens étroits avec deux autres organisations d'extrême droite américaines : Patriot Front et le réseau White Lives Matter. Ces organisations collaborent dans la production et la diffusion de propagande, l'organisation d'événements publics communs (manifestations, tournois de boxe) et le partage de séances d'entraînement physique. Dans certaines zones géographiques, les membres de ces trois organisations se réunissent régulièrement pour des activités de réseautage et de formation.
La branche française de l'Active Club entretient des liens avec l'Action française et le Groupe union défense.

## Membres
Le mouvement cible principalement le recrutement de jeunes hommes blancs revendiquant un héritage européen et recherchant développement personnel et fraternité. Le groupe intègre des femmes, mais est strictement réservé aux personnes blanches, le fondateur du mouvement Robert Rundo proclamant que « votre peau, c'est votre uniforme ».
En juillet 2025, le magazine antiraciste Expo révèle que le fils du ministre de l'Immigration suédois Johan Forssell, âgé de 16 ans, a participé aux activités de l'Aktivklubb Sverige,,.

## Propagande
Le réseau Active Club diffuse sa propagande sous diverses formes incluant des vidéos, des images et des articles publiés sur internet, ainsi que des affiches, autocollants et banderoles placés dans l'espace public. Sur Internet, le groupe utilise principalement le site Media2Rise, créé pour contrer les médias traditionnels, ainsi que diverses plateformes alternatives comme BitChute, Odysee et Telegram,.
Si les grands comptes du mouvement sont bannis des réseaux sociaux principaux, des comptes mineurs maintiennent une présence limitée sur ces plateformes. Cette stratégie de communication évite délibérément les références explicites à l'extrémisme pour toucher un public plus large. Néanmoins, la violence occupe une place centrale dans leur communication et leur propagande, l'entraînement physique promu par le réseau étant explicitement orienté vers la préparation d'un conflit armé contre leurs ennemis.
Le réseau Active Club représente au sein de sa propagande les femmes comme des militantes et des combattantes, à travers des images de femmes pratiquant les sports de combat. Bien que le réseau continue de promouvoir des rôles de genre traditionnels dans les relations, cette imagerie de « femmes guerrières » vise à présenter un extrémisme de droite moins ouvertement misogyne et apparemment plus égalitaire, dans le but de le rendre plus attractif pour un public féminin. Le mouvement utilise également des images de couples hétérosexuels blancs pour promouvoir leur idéal d'hétéronormativité blanche et recruter tant des hommes que des femmes.
En octobre 2023, une enquête de Forbes révèle que les vidéos liées à l'Active Club connaissent une forte popularité sur TikTok, cumulant plus de 3,3 millions de vues pour le mot-clé « ActiveClub ». Les contenus partagés montrent principalement des hommes blancs, visages floutés, pratiquant des sports de combat et le survivalisme, souvent accompagnés de symboles d'extrême droite comme le drapeau confédéré ou celui des Three Percenters. Malgré les conditions d'utilisation de TikTok interdisant les organisations extrémistes, la plateforme peine à limiter la diffusion de ces contenus,.